# Rhonelle
Rhonelle je rijeka u sjevernoj Francuskoj. Duga je 32 km. Desna je pritoka Schelde. Izvor joj je u blizini Locquignola. Općenito teče sjeverozapadno duž naselja Le Quesnoy, Villers-Pol i Famars. Ulijeva se u Schelde u Valenciennesu.

## Vanjske poveznice
|  | Zajednički poslužitelj ima još gradiva o temi Rhonelle |